# بهینه‌سازی موتورهای مولد
بهینه‌سازی موتورهای مولد (به انگلیسی: Generative Engine Optimization یا به‌اختصار GEO) روشی نوین در حوزهٔ بازاریابی دیجیتال است که با هدف افزایش دیده‌شدن محتوا در پاسخ‌های تولیدشده توسط مدل‌های زبانی بزرگ طراحی شده است. برخلاف SEO که بر بهبود رتبهٔ صفحات در نتایج جستجوی سنتی تمرکز دارد، GEO به بهینه‌سازی محتوا برای نمایش در پاسخ‌های تولیدشده توسط مدل‌های زبانی مانند ChatGPT, Gemini و Claude می‌پردازد.

## تاریخچه
مفهوم GEO در نوامبر ۲۰۲۳ توسط پژوهشگرانی از دانشگاه کارنگی ملون، دانشگاه ایالتی پنسیلوانیا و مایکروسافت ریسرچ معرفی شد. آن‌ها در مقاله‌ای با عنوان "GEO: Generative Engine Optimization" راهکارهایی برای افزایش احتمال استناد مدل‌های زبانی به منابع خاص بررسی کردند. این پژوهشگران مجموعه‌داده‌ای به نام GEO-Bench شامل ۱۰٬۰۰۰ پرسش متنوع را نیز برای ارزیابی ارائه کردند.

## تفاوت با SEO
در حالی که SEO بر بهینه‌سازی محتوا برای نتایج سنتی موتورهای جستجو تمرکز دارد، GEO به دنبال بهینه‌سازی محتوا برای پاسخ‌های تولیدشده توسط هوش مصنوعی است. هدف، افزایش احتمال ذکر یک منبع خاص توسط مدل زبانی است.

## روش‌ها و تکنیک‌ها
برخی از تکنیک‌های رایج در GEO عبارت‌اند از:
- استفاده از فایل‌های راهنما مانند llms.txt
- افزودن فراداده‌های هدفمند
- ساختاردهی محتوای قابل استناد برای مدل‌های زبانی
- تمرکز بر اعتبار، وضوح و منابع معتبر

## کاربردها
- بازاریابی دیجیتال: افزایش دیده‌شدن برند در پاسخ‌های مدل‌های زبانی
- تولید محتوا: افزایش احتمال استناد به صفحات خاص
- آموزش و پژوهش: بهبود دسترسی به منابع قابل اعتماد از طریق مدل‌های هوش مصنوعی